# Physalacria solomonensis
Physalacria solomonensis är en svampart som beskrevs av Corner 1967. Physalacria solomonensis ingår i släktet Physalacria och familjen Physalacriaceae.   Inga underarter finns listade i Catalogue of Life.